# Opius rufescens
Opius rufescens är en stekelart som beskrevs av Fischer 1963. Opius rufescens ingår i släktet Opius och familjen bracksteklar. Inga underarter finns listade i Catalogue of Life.